# Ummagumma
Ummagumma er et dobbeltalbum af Pink Floyd, udgivet i 1969 af Harvest og EMI i Storbritannien og Harvest og Capitol i USA. Disk A er et livealbum bestående af deres normale spilleliste på daværende tidspunkt, mens disk B indeholder individuelle kompositioner fra hvert bandmedlem indspillet som et studiealbum.